# Blue Mountains City
Koordinaten: 33° 42′ S, 150° 18′ O

Die City of Blue Mountains ist ein lokales Verwaltungsgebiet (LGA) im australischen Bundesstaat New South Wales. Das Gebiet ist 1.431,1 km² groß und hat etwa 78.000 Einwohner.

## Lage
Blue Mountains liegt in den Sydney Surrounds, dem direkt an die Metropole Sydney angrenzenden Gebiet, und ist etwa 100 km in westlicher Richtung von deren Stadtzentrum entfernt. Das Gebiet umfasst 33 Ortsteile und Ortschaften: Blackheath, Blaxland, Bullaburra, Faulconbridge, Glenbrook, Hawkesbury Heights, Hazelbrook, Katoomba, Lapstone, Lawson, Leura, Linden, Medlow Bath, Mount Irvine, Mount Riverview, Mount Tomah, Mount Victoria, Mount Wilson, Springwood, Sun Valley, Valley Heights, Warrimoo, Wentworth Falls, Winmalee, Woodford, Yellow Rock und Teile von Bell, Berambing, Bilpin, Leonay, Little Hartley, Megalong Valley sowie des Blue Mountains National Parks. Der Sitz des City Councils befindet sich in der Stadt Katoomba im Westen der LGA, wo etwa 8.300 Einwohner leben.
Benannt ist die City nach einem Teil der Great Dividing Range, den Blue Mountains, die im Hinterland von Sydney parallel zur Küste von Nord nach Süd verlaufen.

## Verwaltung
Der Blue Mountains City Council hat zwölf Mitglieder, die von den Bewohnern der vier Wards gewählt werden (je drei Councillor aus Ward 1 bis 4). Diese vier Bezirke sind unabhängig von den Ortschaften festgelegt. Aus dem Kreis der Councillor rekrutiert sich auch der Mayor (Bürgermeister) des Councils.

## Schulen
Die Korowal School aus Hazelbrook hat eine Schulpartnerschaft mit der Grundschule in Mulo (Osttimor).

## Partnerschaften
- Osttimor: Hatu-Builico[4]
- Vereinigte Staaten: Flagstaff
- Japan: Sanda